# Hradba a věž

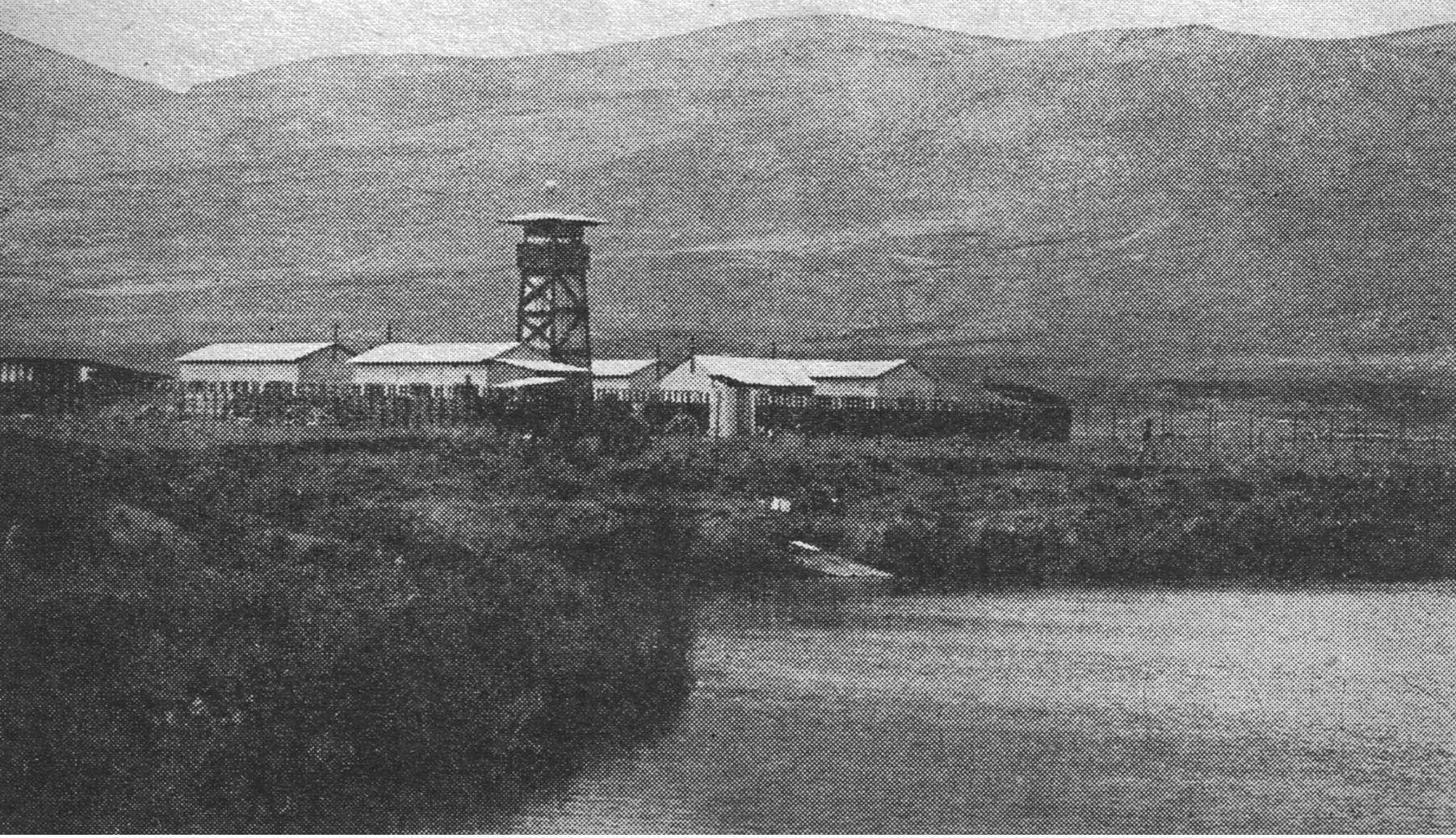
Nir David (v r. 1946)

Hradba a věž (hebrejsky חומה ומגדל, Choma u-migdal, v anglické literatuře Tower and stockade) byla osidlovací metoda sionistických osadníků v britské Palestině během arabského povstání v letech 1936–1939, kdy mandátní úřady omezovaly nové židovské osidlování.
V průběhu této kampaně bylo založeno celkem 52 (dle některých pramenů až 56) osad tohoto typu od Danu na severu až po Kfar Menachem na jihu. Předností této metody byla rychlá stavba (jeden den, často během noci) a dobrá obranyschopnost. Stavělo se z předem připravených dílů. Centrem stavby byl dvůr (většinou 35 x 35 m), obehnaný dřevěnou hradbou a vyhlídková věž. Další budovy byly sruby, dočasně se bydlelo i ve stanech. Stěny hradby a věže byly ze dvou vrstev prken, mezi nimiž byl nasypán štěrk, což mělo zabránit průstřelu. V každé této pevnosti byly také úkryty zbraní. K dokumentaci této metody bylo založeno muzeum v Chanitě a další model těchto osad stojí v Kfar Menachem.

## Seznam

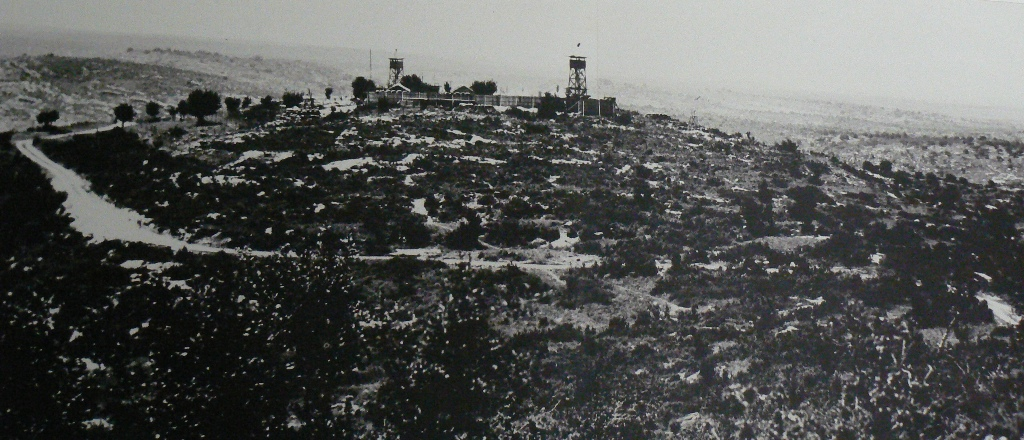
Kibuc Chanita (1938)

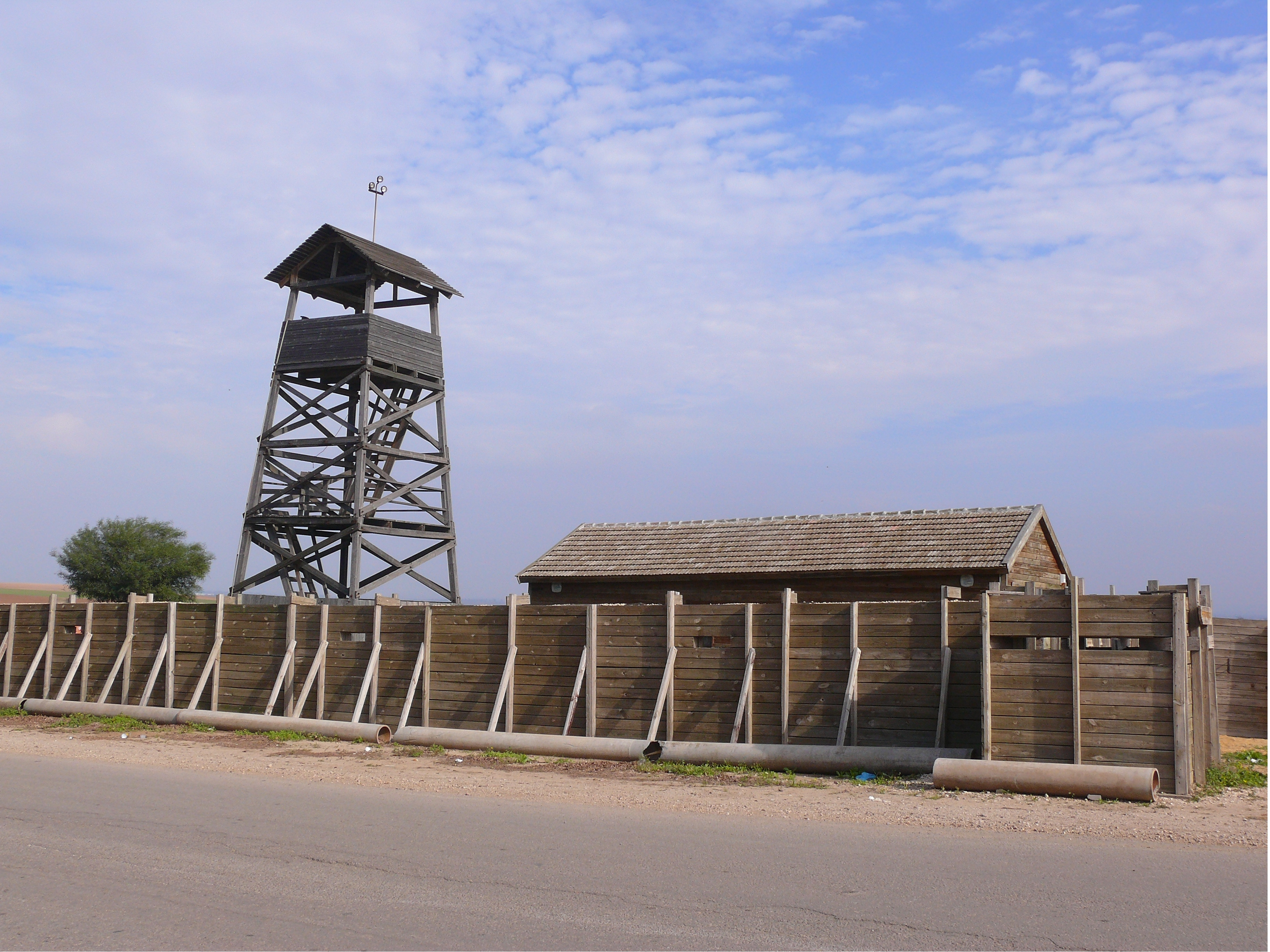
Negba

|    | Jméno                                 | Datum založení                      |
| 1  | Kfar Chitim                           | 7. prosince 1936                    |
| 2  | Tel Amal (dnešní Nir David)           | 10. prosince 1936                   |
| 3  | Sde Nachum                            | 5. ledna 1937                       |
| 4  | Masada                                | 21. března 1937                     |
| 5  | Ginosar                               | 25. února 1937                      |
| 6  | Ša'ar ha-Golan                        | 21. března 1937                     |
| 7  | Bejt Josef                            | 9. dubna 1937                       |
| 8  | Mišmar ha-Šloša                       | 13. dubna 1937                      |
| 9  | Tirat Cvi                             | 30. června 1937                     |
| 10 | Moledet                               | 4. července 1937                    |
| 11 | Ejn ha-Šofet                          | 5. července 1937                    |
| 12 | Ejn Gev                               | 6. července 1937                    |
| 13 | Ma'oz Chajim                          | 6. července 1937                    |
| 14 | Ša'ar ha-Negev (dnešní Chafec Chajim) | 15. srpna 1937                      |
| 15 | Kfar Menachem                         | 28. července 1937                   |
| 16 | Uša                                   | 5. srpna 1937                       |
| 17 | Cur Moše                              | 13. září 1937                       |
| 18 | Chanita                               | 21. března 1938                     |
| 19 | Šavej Cijon                           | 13. dubna 1938                      |
| 20 | Sde Warburg                           | 17. května 1938                     |
| 21 | Ramat Hadar                           | 26. května 1938                     |
| 22 | Alonim                                | 26. června 1938                     |
| 23 | Ma'ale ha-Chamiša                     | 17. července 1938                   |
| 24 | Tel Jicchak                           | 25. července 1938                   |
| 25 | Bejt Jehošua                          | 17. srpna 1938                      |
| 26 | Ejn ha-Mifrac                         | 25. srpna 1938                      |
| 27 | Ma'ajan Cvi                           | 30. srpna 1938                      |
| 28 | Šarona                                | 16. listopadu 1938                  |
| 29 | Ge'ulim                               | 17. listopadu 1938                  |
| 30 | Ejlon                                 | 24. listopadu 1938                  |
| 31 | Neve Ejtan                            | 25. listopadu 1938                  |
| 32 | Kfar Ruppin                           | 25. listopadu 1938                  |
| 33 | Kfar Masaryk                          | 29. listopadu 1938                  |
| 34 | Mesilot                               | 22. prosince 1938                   |
| 35 | Gešer                                 | 13. srpna 1939                      |
| 36 | Dalija                                | 1. května 1939                      |
| 37 | Dafna                                 | 3. května 1939                      |
| 38 | Dan                                   | 4. května 1939                      |
| 39 | Sde Elijahu                           | 7. května 1939                      |
| 40 | Machanajim                            | 23. května 1939                     |
| 41 | Šadmot Dvora                          | 23. května 1939                     |
| 42 | Šorašim                               | 23. května 1939, opuštěn téhož roku |
| 43 | Ha-Zor'im                             | 23. května 1939                     |
| 44 | Tel Cur                               | 23. května 1939                     |
| 45 | Kfar Glikson                          | 23. května 1939                     |
| 46 | Ma'apilim                             | 23. května 1939                     |
| 47 | Mišmar ha-Jam                         | 28. května 1939                     |
| 48 | Chamadija                             | 23. června 1939                     |
| 49 | Kfar Netter                           | 26. června 1939                     |
| 50 | Negba                                 | 12. července 1939                   |
| 51 | Bejt Oren                             | 1. srpna 1939                       |
| 52 | Amir                                  | 29. října 1939                      |